# Stord (ø)
59°52′15″N 5°25′28″Ø / 59.87083°N 5.42444°Ø
Stord er en ø i Vestland fylke i Norge. Den har et areal  241,2 km² og har 21.840 indbyggere (2017).  Der er tættest bosætning i sydøst, med blandt andet byen Leirvik med 14.085 indbyggere i 2016. Den ligger nord for Bømlafjorden i Hardangerfjordens ydre del. Stord  er delt mellem kommunerne Fitjar i nord og Stord i syd. Højeste punkt er Mehammarsåta, 749 moh.
Øen har forbindelse med fastlandet via Stordabroen og Bømlafjordtunnelen, som er en del af Trekantsambandet. 
Stord Lufthavn er en kortbaneflyveplads som ligger på vestsiden af øen og bliver brugt af hele regionen Sunnhordland.